# Жудре
Жудре — деревня в Хотынецком районе Орловской области. Входит в состав Хотимль-Кузмёнковское сельское поселение.
Находится на территории национального парка Орловское Полесье.

## История
Деревня Жудре (Жудри) основанная кузнецом Иваном Кузнецовым упоминается как сельцо в дозорной книге Карачевского уезда за 1614 год и входила в состав Хотимльского стана.

Истома Бовыкин сказал за собою в Карачевском уезде в Хотимском стану в селце на Жудри шестьдесят чети, на реке на Вытебеди под Кузминым колком шестьдесят чети Омельянов да Дмитеев жеребей Наздрачевых. А заменил то помесье ему, Истоме, в селце на Жудри да под Кузминым колком Омельян Ондреев сын Ноздрачев свой жеребей шестьдесят чети во 112-м году при царе Борисе. А Дмитреев жеребей Ондреева сына Ноздрачева в селце на Жудри да под Кузминым колком на речке на Вытебеди 60 чети заменила ему Дмитреева жена Ондреева сына Ноздрачева вдова Олена з детми мужа своего жеребей во 114-м году.
27 мая 2018 года открыл свои двери для жителей деревни Жудре храм Рождества Пресвятой Богородицы. 1 августа 2018 года в праздник преподобного Серафима Саровского, в храме состоялась первая Литургия. Ее отслужил благочинный протоиерей Василий Стойка.

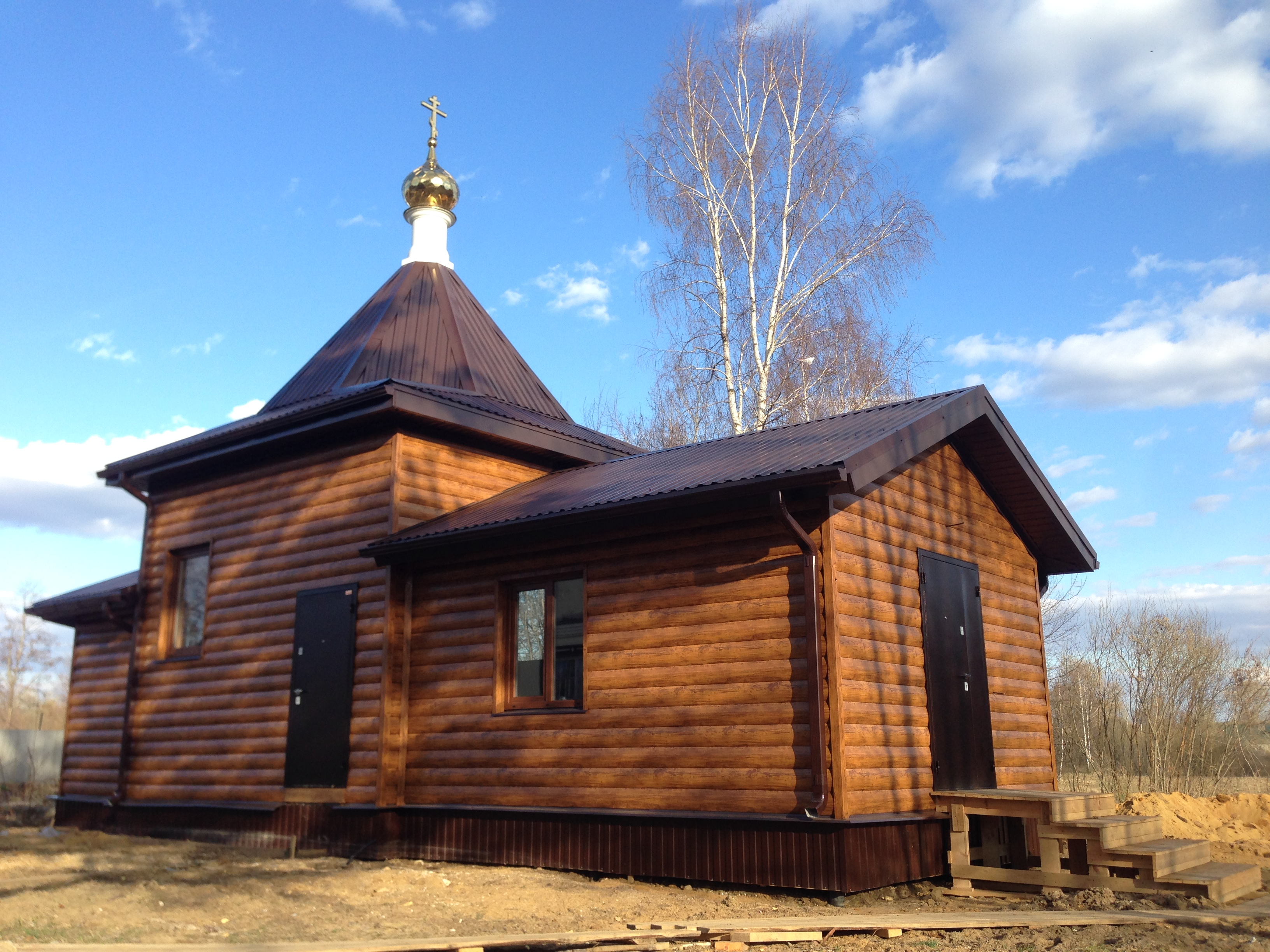
храм Рождества Пресвятой Богородицы

## География
С севера и востока — болотистая местность. На местном диалекте словом «жуда» называют комаров, слепней и других кровососущих насекомых.
Деревня фактически вошла в посёлок Жудерский, собственно сам посёлок назван по деревне Жудре.

## Экономика
Население работало с 1950-х в пгт Жудерский, где с болот добывали торф и перевозили с места добычи по узкоколейной железной дороге на Брянскую ГРЭС в посёлок Белые Берега. Добыча торфа прекратилась в 1970-х годах, узкоколейная дорога была разобрана.

## Население
| 2002 | 2010 |
| ---- | ---- |
| 128  | ↘118 |